# KWEEN
KWEEN（クイーン）は日本を中心に活動する、イギリスのロックバンドQueen（クイーン）のトリビュートバンド。Queenのライブの再現をモットーとし、楽器・機材類は極力Queenと同等のものを使用する。さらに、照明スタッフには、1985年のQueen最終来日時のスタッフを起用。ステージプロダクションも含め、Queenにもっとも近いライブの再現をするバンドである。圧倒的なボーカルと適度なコミック感、そしてメンバーそれぞれのなりきり度は、日本国外からも注目され、フレディー追悼番組を制作していたBBCの単独インタビューを受けたこともある。

## 略歴
1991年、Queenのボーカル、フレディ・マーキュリー死後に、Queenが大きな人気を得た国である日本で追悼イベントがなんら行われなかったことを寂しく感じたQueenファンのミュージシャン5名により結成。日本で最初のフレディ追悼ライブを1992年12月に、東京御茶ノ水の日仏会館で開催する。
以後、ライブ活動と多くのメディア出演で、KWEENはQueenトリビュートバンドとしての地位を確立してゆく。日本国内の主要ライブハウスであるクラブチッタでは毎年11月に追悼公演を実施、さらに赤坂BLITZ、渋谷AXなどでもワンマンライブを展開し、東京以外では、Big Cat（大阪）、Electric Lady Land（名古屋）、ボトムライン（名古屋）などでライブを行う。その活動は、Queenのギタリストブライアン・メイの知るところとなり、ブライアンからKWEENボーカル、フレディーエトウに宛てて激励の手紙が届くこととなる。
そして1997年、1998年、2000年と、KWEENは英国ロンドン公演を敢行する。現地メディアからも賞賛され、全英ネットのモーニングショー「Big Breakfast」での演奏や、いくつかのライブハウスでは動員記録を更新するなど、話題となる。2000年にロンドン、コベントガーデンのロードハウスで行った公演では、800人の観客を動員する。
その後、数年間の活動休止を経て2003年、KWEENは大規模ロックフェスティバル「ライジング・サン・ロックフェスティバル in EZO 2003」でカムバックを果たすこととなる。
2008年11月22日のクラブチッタ公演をもって、結成当初からのメンバーであり、実質的リーダーであったボーカルのフレディーエトウが脱退。キーボードのスパイクヒロセも脱退。フレディーエトウはスパイクヒロセ（新バンドではベースを担当し、ジョンヒロセと名乗る）を伴って新たなQUEENトリビュートバンドを結成し活動を開始した。KWEENの今後の活動については残ったメンバーから発表されていない。2009年5月段階でオフィシャルホームページが消滅。ブログは同段階で存在はしているが、こちらもフレディーエトウの脱退挨拶を最後に更新されていない。このことから、フロントマンであるボーカリストの脱退により実質的には解散したとみられる。

### メンバー
結成当初
- ボーカル：江藤洋平（フレディーエトウ）
- ギター：三浦英樹（ブライアンミウラ）
- ベース：降旗俊彰（ジョンフリハタ）
- ドラム：紀平延久（ロジャーキヒラ）
- サポートキーボード：坂田寿生（スパイクサカタ）

その後、1993年にギター、脇淵健二（ブライアンワキブチ）が加入。また、サポートキーボードは1995年～2005年が栗林裕（スパイククリバヤシ）、2005年後半からは広瀬学（スパイクヒロセ）がメンバーとなっている。
2008年11月22日まで
- ボーカル：江藤洋平（フレディーエトウ）
- ギター：脇淵健二（ブライアンワキブチ）
- ベース：降旗俊彰（ジョンフリハタ）
- ドラム：紀平延久（ロジャーキヒラ）
- サポートキーボード：広瀬学（スパイクヒロセ）

現在
- ギター：脇淵健二（ブライアンワキブチ）
- ベース：降旗俊彰（ジョンフリハタ）
- ドラム：紀平延久（ロジャーキヒラ）

## 主なフェスティバル出演歴
- ライジング・サン・ロックフェスティバル in EZO 2003
- サマーソニック2004
- ピースフルラブ・ロックフェスティバル（複数回出演）
- ライジング・サン・ロックフェスティバル 2008 in EZO (フレディ・エトウのみの出演。)

## ディスコグラフィ
- KWEEN World Tour 2005, The 70's Tribute Live
- KWEEN World Tour 2005, The 80's Tribute Live